# Gertrud Sury
Gertrud Sury (getauft am 15. Dezember 1672 in Solothurn; † 26. Mai 1753 ebenda; heimatberechtigt ebenda) war eine Solothurner Wohltäterin.

## Leben und Wirken
Gertrud Sury wurde 1672 in Solothurn geboren. Ihre Eltern waren der Jungrat Urs Sury und Helena Grimm, ihr Grossvater Hans Ulrich Sury war unter anderem Seckelmeister, Venner und Schultheiss. Gegen den Willen ihres Vaters heiratete sie 1689 den späteren Venner Franz Josef Besenval und wurde deshalb enterbt.
Sury verlor 1710 ihren Ehemann und den ältesten Sohn, zwei Jahre später starben zwei weitere Söhne. Ihr letzter Sohn, der Gardehauptmann Franz Anton fiel 1723 im Duell. Die Katholikin sah in diesen Schicksalsschlägen eine Strafe Gottes für ihren Ungehorsam. Ihr weiteres Leben verbrachte sie als fromme Büsserin, pflegte Kranke und unterstützte Arme und Waisen. Sury errichtete mehrere geistliche Stiftungen, so auch zugunsten der Kirche in Gänsbrunnen.

## Belege
1. ↑  Erich Meyer: Hans Ulrich Sury. In: Historisches Lexikon der Schweiz.  25. Juli 2012.
2. 1 2  Erich Meyer: Gertrud Sury. In: Historisches Lexikon der Schweiz.  25. November 2011.

| Personendaten    | Personendaten               |
| ---------------- | --------------------------- |
| NAME             | Sury, Gertrud               |
| ALTERNATIVNAMEN  | Besenval, Gertrud (Ehename) |
| KURZBESCHREIBUNG | Schweizer Wohltäterin       |
| GEBURTSDATUM     | 15. Dezember 1672           |
| GEBURTSORT       | Solothurn, Schweiz          |
| STERBEDATUM      | 26. Mai 1753                |
| STERBEORT        | Solothurn, Schweiz          |